# 二十連発斉発銃
二十連発斉発銃（にじゅうれんぱつせいはつじゅう）は、江戸時代の日本において製作された二十連の斉発式火縄銃。通称を「御秘事の鉄砲」と称する（後述）。

## 概要
江戸幕府に仕えた砲術家・井上正継が、3代将軍・徳川家光の命を受けて考案したのが始まりとされる。20本もの銃身を3本ずつ上下に束ね、7列に連結したもので、全体形状は扇あるいはちりとりに似ている。斉発式（=同時発射の機構）であり、連続発射はできないが、同時に20発撃てる。銃床固定式で、発射された玉は30メートル先で25cm間隔で一列に並ぶ設計となっている（このため、相手方が一斉に攻めて来た時に効力を発揮する）。玉は三匁玉を使用。
国友勘右衛門作と国友甚太夫作のものがあり、靖国神社に所蔵されていた。通称は、この勘右衛門と甚太夫が近江国から武蔵国江戸に招かれ、製造した際に徳川家から、他に洩れる事を禁じられたためであり、17世紀当時の先端技術の結晶と呼べる火縄銃である。

## 銃身回転連発式との比較
有効射程がせいぜい100メートルの火縄銃の場合、銃身回転式の「三捷神機（三連式）」や「六雷神機（六連式）」より一度に同時発射できる斉発式の方が効果があった。相手方が一斉に攻めて来た場合、連発式自体が射程の問題から対処できなかったためであり、必ずしも、単発式より連発式の方が優れているというわけではなかった。また、六雷神機の時点で重量過多の問題が生じており、連続発射ができる代わりに扱いやすさや運用性を犠牲にしたといえる（攻勢の武器ではない）。

## 備考
- 斉発式の火縄銃は、この他にも8連発のものや5連発のものなどが開発されている。
- 三匁玉を使用しているため、小筒（2匁半）と同じであるが、前述の通り、1人辺り3発命中する設計となっているため、小筒より確実な殺傷力を有している。設計上からは、相手が同時に7人攻めて来た場合を想定しているものと見られる。
- これらの事からも、日本における斉発式銃は、鉄砲伝来（16世紀中頃）からものの100年以内（17世紀前半）に発明された事になるが、戦乱が治まった時代の発明であり、軍事秘密だったために認知されずに至った。